# Cincizeci de bani (monedă românească)
Cincizeci de bani este o monedă a leului românesc. A fost reintrodusă la 1 iulie 2005 și este cea mai mare valoare nominală a unei monede din România.
Pe lângă România, moneda a fost bătută în Belgia (1873 și 1876; 1894; 1910, 1912 și 1914), Austro-Ungaria (1881), Germania (1900–1901, 1910–1911 și 1914), Elveția (1921) și Ungaria (1947).

## Istorie

### Principatul

#### 50 bani 1873, 1876

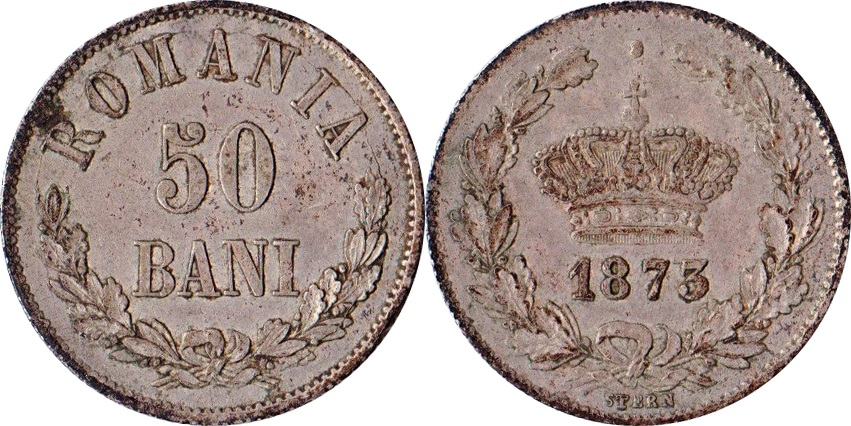
Monedă de 50 de bani din 1873

O monedă de cincizeci de bani nu a fost inclusă în primul set de monede al României, bătut în 1867 la Birmingham, Anglia. Valoarea nominală a fost introdusă în 1873 ca o monedă cu diametrul de 18 mm și cântărind 2,5 g, compusă din 83,5% argint și 16,5% cupru. Aversul prezenta Coroana României și data emiterii dedesubt, înconjurate de o coroană din ramuri de lauri și stejar. Sub coroană se găsea textul STERN, numele de familie al gravorului, Moïse Stern, iar în partea de sus a monedei era capul Arhanghelului Mihail, marca monetăriei din Bruxelles, Belgia, unde a fost bătută. Reversul avea în jumătatea superioară numele țării, ROMANIA, jumătatea inferioară prezentând o coroană asemănătoare cu cea de pe avers, dar mai mică, împreună flancând valorea nominală, situată central, 50 BANI. În 1873 au fost emise 4,81 milioane de bucăți, iar 1876, 2.116.980 de bucăți. Moneda era cunoscută în regiunea Moldovei sub denumirea de Dutcă, după monedele de argint ale Poloniei și Rusiei care circulau în România, iar în regiunea Valahiei sub denumirea de băncuță.

#### 50 bani 1881

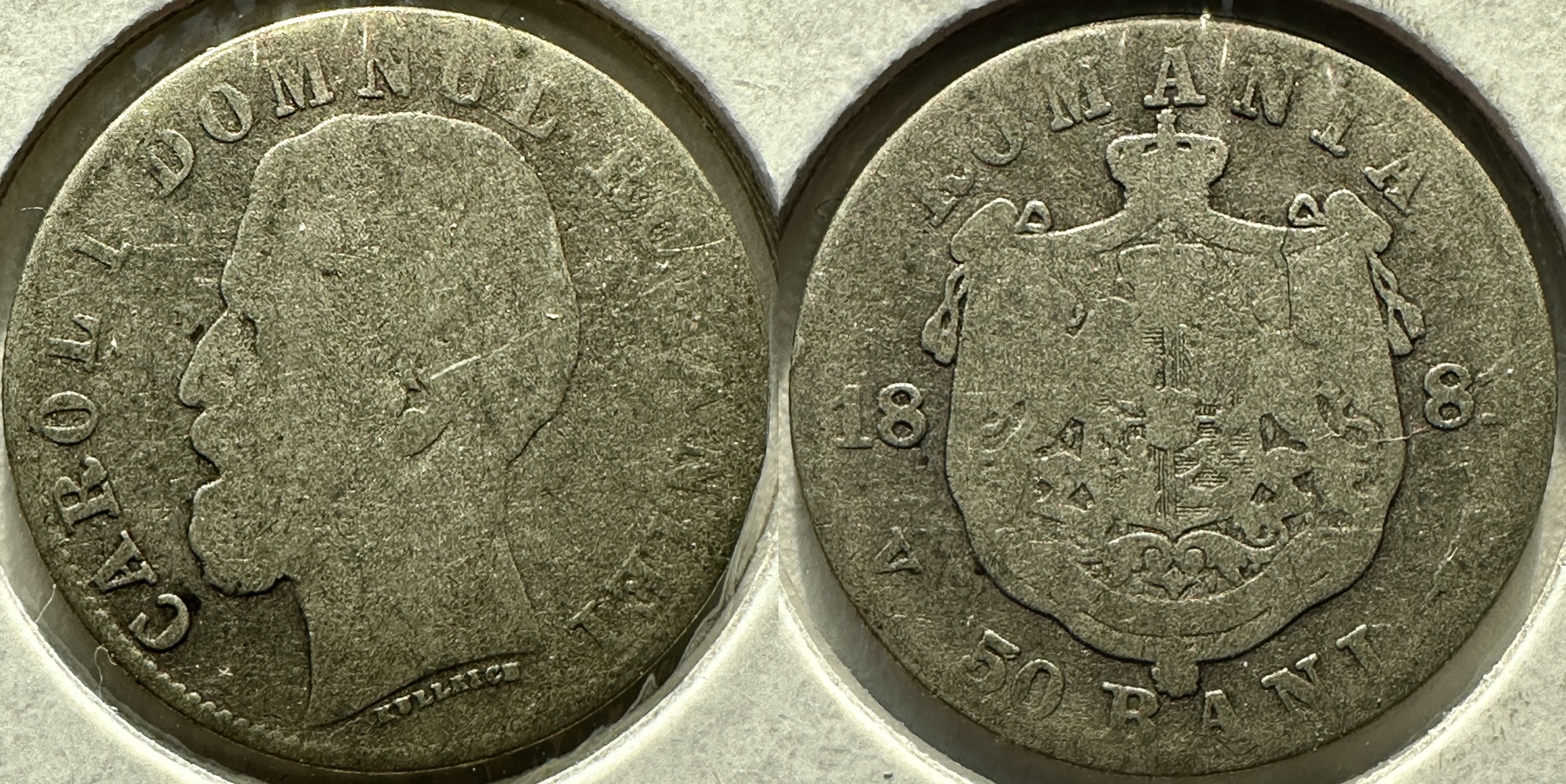
Monedă de 50 de bani din 1881

A doua emisiune de cincizeci de bani a fost prima care îl prezenta pe monarhul român. A fost bătută doar în 1881, având aceleași specificații ca prima emisiune. Aversul prezenta portretul lui Carol I al României cu fața orientată către stânga, împreuna cu textul CAROL I DOMNUL ROMANIEI, iar sub portret se regăsea numele de familie al gravorului, KULLRICH. Pe revers, data era împărțită de o parte și de alta a stemei. Sub stemă, în partea dreaptă, se afla un spic de grâu, iar în partea stângă era marca monetăriei, „V”, de la Viena, Austro-Ungaria, unde au fost bătute toate cele 1.000.000 de monede.

### Regatul României

#### 50 bani 1884-1885
În 1884 a fost realizată a treia emisiune a unei monede de cincizeci de bani, la monetăria din București, cu aceleași dimensiuni și compoziție ca și cele două precedente. Pe aversul monedei, portretul lui Carol I avea acum inscripția CAROL I REGE AL ROMÂNIEI. Pe revers erau valoarea nominală și data, înconjurate de o coroane din ramuri de laur și stejar. Au fost emise un milion de exemplare, cu sau fără marca monetăriei „B”. În 1885, au fost emise 200.000 de monede, iar portretul era foarte ușor diferit.

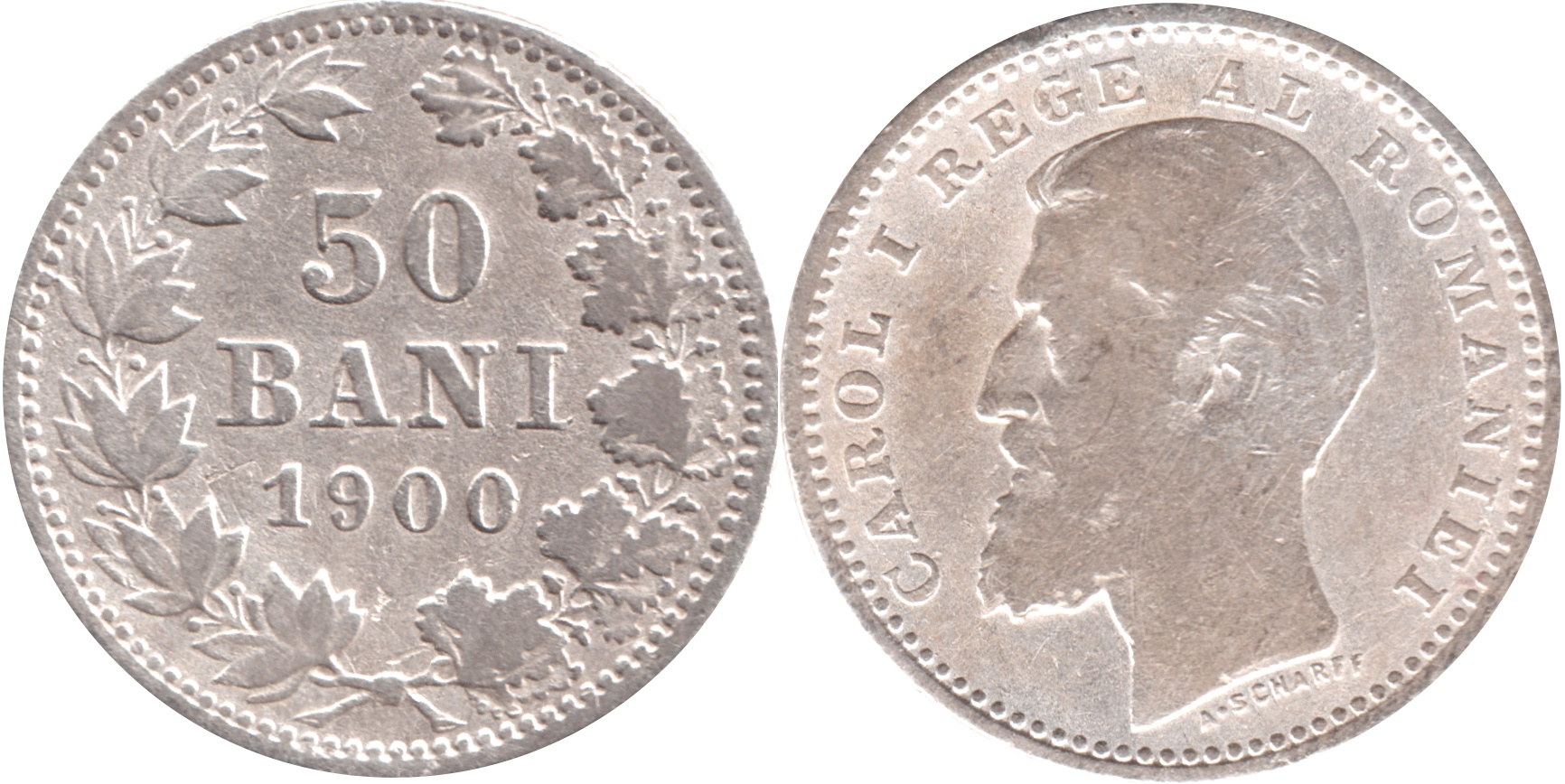
Monedă de 50 de bani din 1900

#### 50 bani 1894, 1900-1901
O a patra monedă de cincizeci de bani a fost realizată în 1894, având aceleași dimensiuni și compoziție ca cele precedente. Aversul era asemănător cu emisiunea din 1884-1885 și prezenta un portret actualizat al regelui Carol I, sub portret regăsindu-se textul A. SCHARFF, numele gravorului, Anton Scharff. Reversul era asemănător cu emisiunea din 1884-1885, având un font restilizat și coroana din ramuri împărțită în două: în stânga din lauri, iar în dreapta din stejar. În 1894, au fost emise 600.000 de bucăți, fiind bătute la Bruxelles, în 1900, 3,838 milioane de bucăți și în 1901, 194.205 bucăți, aceste emisiuni fiind bătute la Hamburg, Germania. Monedele emise la Hamburg aveau un diametru mai mare față de emisiunile precedente, acestea având 18,5 mm.

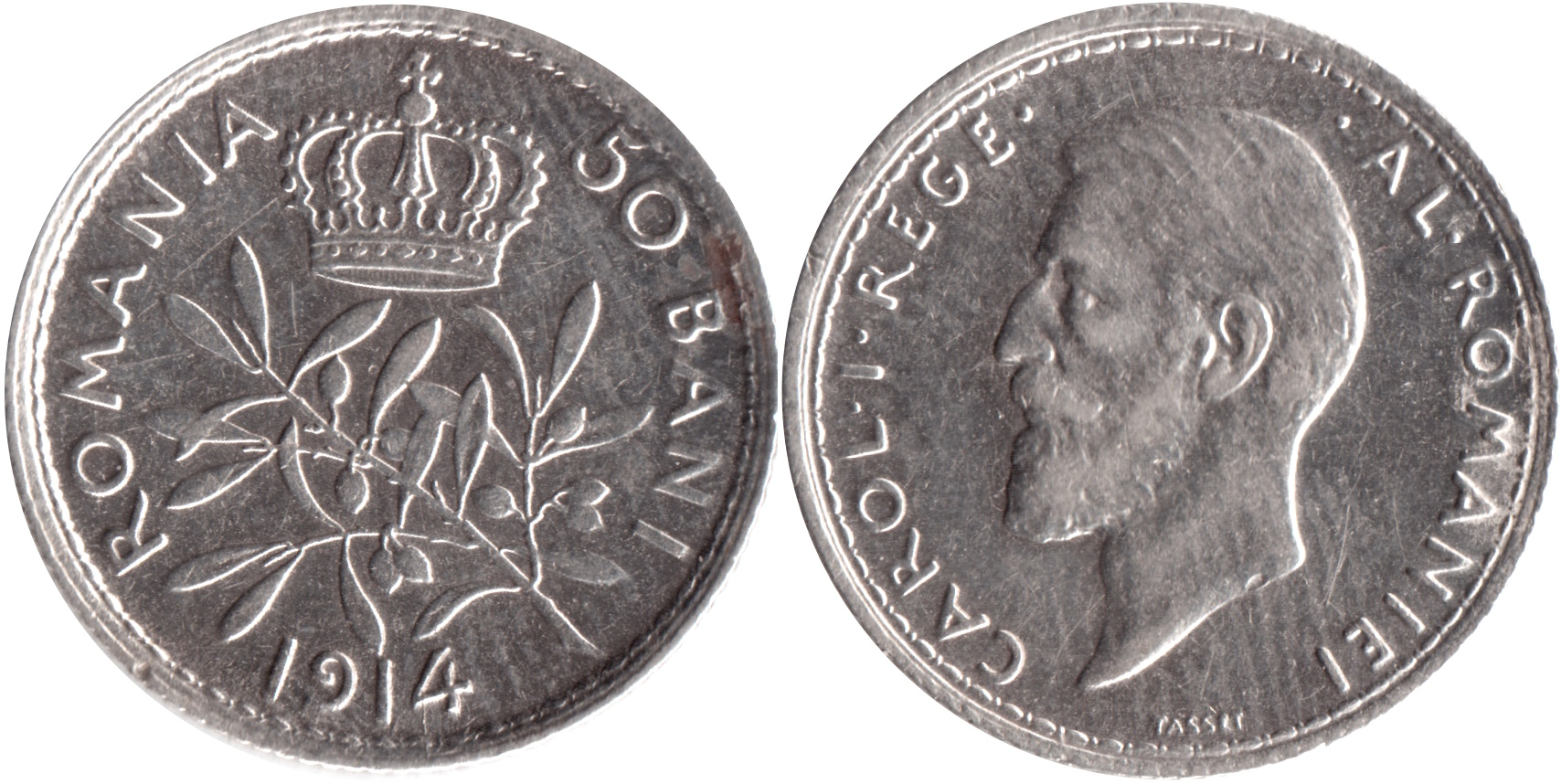
Monedă de 50 de bani din 1914

#### 50 bani 1910-1912, 1914
A cincea monedă de cincizeci de bani a fost emisă între 1910 și 1914 (cu excepția anului 1913). Aceasta a păstrat diametrul de 18 mm al monedelor precedente de cincizeci de bani și aceeași compoziție. Monedele au fost bătute la Bruxelles și Hamburg, diferența fiind că monedele bătute la Bruxelles aveau 101 zimți pe muchie, comparativ cu cele 120 din Hamburg. Un nou gravor, Tasset, și-a pus numele sub portretul lui Carol I pe avers. Reversul prezenta coroana României deasupra unor ramuri de măslin, cu numele țării în partea stânga, valoarea nominală în dreapta și data emiterii în partea inferioară. Deși nu era membră a Uniunii Monetare Latine, România a aplicat standardele greutății și măsurilor acesteia. Moneda prezintă multe similarități cu 50 centimes, monedă franceză emisă între 1897 și 1920.
La 10 aprilie 1916, ziarul Ziua a relatat că în Monitorul Oficial din 9 aprilie fusese publicat un ordin prin care se interzicea exportul monedelor de argint, nichel și aramă.
La 8 august 1916, Ministerul de Finanțe a anunțat, prin intermediul Biroului Presei din Ministerul de Interne, intenția de a retrage din circulație, începând cu 1 septembrie 1916, toate monedele de argint aflate în uz, urmând ca acestea să fie înlocuite cu monede noi, purtând efigia regelui Ferdinand I. Cu toate acestea, la 27 august 1916, România a intrat în Primul Război Mondial, iar monedele de argint emise înainte de 1916 au rămas în circulație de jure și au fost retrase oficial prin Legea nr. 4.150 pentru baterea monetelor de argint din 21 decembrie 1931. Legea prevedea că acestea au puteau fi depuse la Banca Națională a României, care le răscumpăra cu valoarea comercială a argintului conținut în ele. Prețul de argintului era stabilit de Ministerul Industriei și Comerțului, în funcție de cotațiile oficiale din momentul depunerii. Termenul limită pentru preschimbare a fost stabilit la 31 decembrie 1933. Pentru o monedă de 50 bani se ofereau, de exemplu, în 1933, 3 lei. Monedele deteriorate erau acceptate, însă prețul plătit era ajustat proporțional cu pierderea de greutate.
După Reforma monetară din 1947, Banca Națională a României a lansat un program de achiziție a argintului sub formă de monede și obiecte, stabilind un preț de 2.306 lei pentru un kilogram de argint fin. Au fost fixate prețuri pentru monedele din argint retrase din circulație, inclusiv emisiuni mai vechi, precum cele din timpul domniilor regelui Carol I și Carol II. Cozile formate la sediile BNR, menționate în presa vremii, sugerează că astfel de monede erau încă larg deținute de populație.
Potrivit unui comunicat din 10 septembrie 1947, prețurile oferite de BNR pentru monedele de argint erau următoarele:
- 50 bani (Carol I) – 5 lei
- 1 leu (Carol I) – 9,50 lei
- 2 lei (Carol I) – 19 lei
- 5 lei (Carol I) – 52 lei
- 250 lei 1939–1941 (Carol II și Mihai I) – 23 lei
- 200 lei 1942 (Mihai I) – 11,50 lei
- 500 lei 1941 (Mihai I, jubiliară) – 48 lei
- 500 lei 1944 (Mihai I) – 19,50 lei
- 25.000 lei 1946 (Mihai I) – 20 lei
- 100.000 lei 1946 (Mihai I) – 40,50 lei[13]

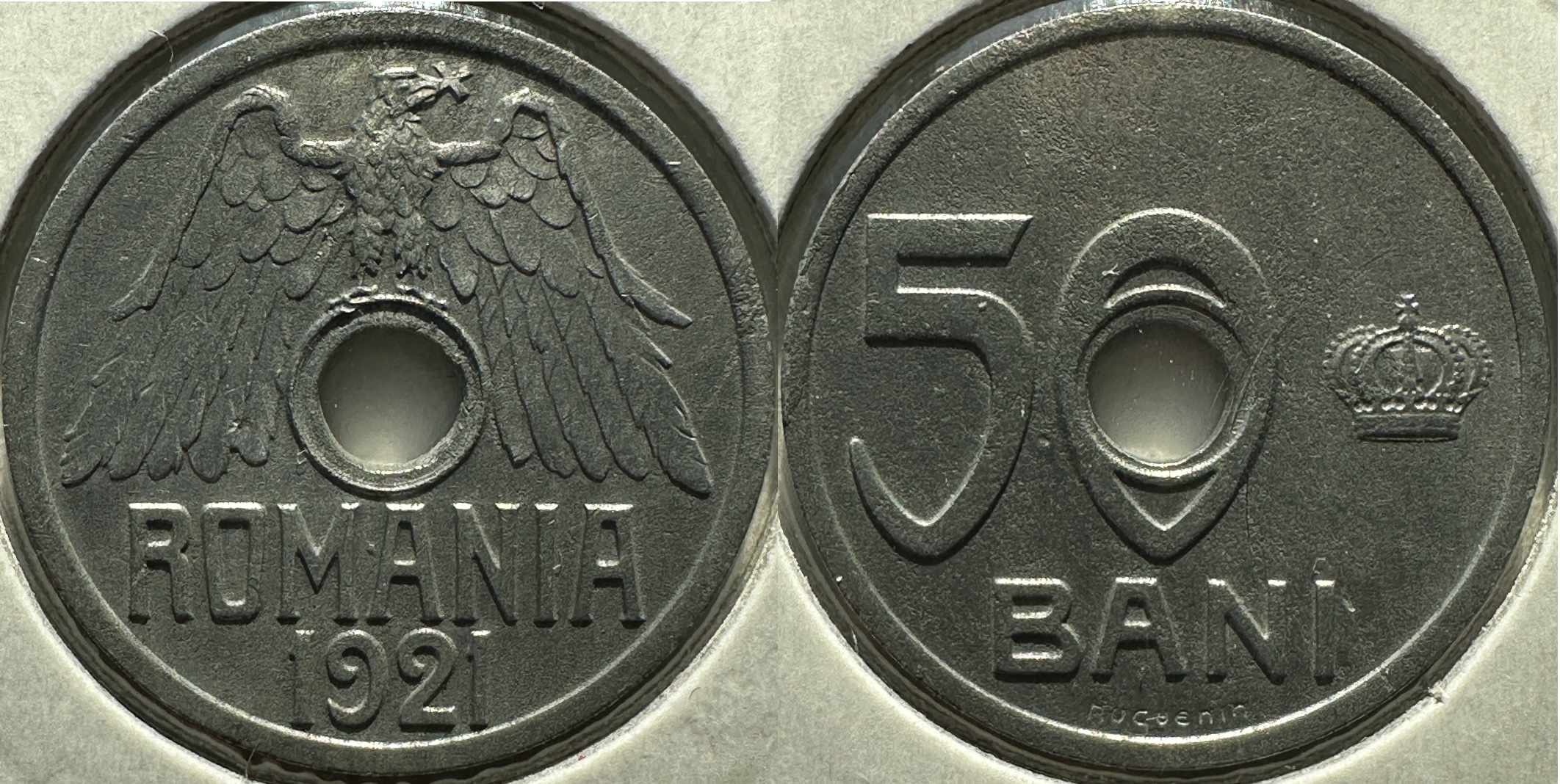
Monedă de 50 de bani din 1921

#### 50 bani 1921
O a șasea monedă de 50 de bani a fost emisă în 1921, iar fabricarea acesteia, împreună cu cea a monedelor de 25 bani, a fost reglementată prin Legea pentru autorizarea Ministerului Finanțelor de a pune în circulație monede metalice de 50 și 25 bani în valoare de 20.000.000 lei din 30 august 1920. Aceste monede au fost destinate pentru a înlocui bancnotele de 25 și 50 bani, emise de Banca Generală Română în timpul Primului Război Mondial.
Moneda avea un diametru de 21 mm, o greutate de 1,204 g, o grosime de 1,6 mm și a fost fabricată dintr-un aliaj ușor, menționat în presa vremii sub denumirea de „thuna” sau „thounne”. Conform unui articol publicat în epocă, analiza efectuată la recepția monedelor de către Institutul pentru încercarea materialelor al Școlii Politehnice din București a stabilit următoarea compoziție a aliajelor folosite la moneda de 50 bani: 94,30% aluminiu, 3,41% zinc, 0,63% cupru, 0,64% siliciu, 0,72% fier și 0,30% materii nedozate. Același studiu menționa că greutatea medie a cinci monede de 50 bani analizate a fost de 1,194 grame, ceea ce sugerează existența unor variații minore între loturile emise sau între monedele examinate. Central, moneda prezenta un orificiu care avea 4 mm sau 4,5 mm in funcție de piesă. Pe avers se găsea vulturul din stema României, cu o cruce creștină în cioc, așezat deasupra orificiului, iar numele țării, ROMANIA, și anul emisiunii, 1921, se aflau dedesubt. Pe revers era valoarea nominală, cu cifra 0 din 50 în jurul orificiului. Coroana României era plasată în dreapta orificiului. În partea inferioară a reversului se găsea textul HUGUENIN, reprezentând monetăria Huguenin Frères & Co. din Le Locle, Elveția, unde acestea au fost realizate într-un tiraj de 30 de milioane de exemplare.
Primele vagoane cu cele două tipuri de monede au fost livrate începând din septembrie 1921 și până în primele luni ale anului 1922, iar moneda de 50 bani a fost pusă în circulație la 22 noiembrie 1921.
La începutul anului 1922, la scurt timp după introducerea monedelor, presa relata deja lipsa acestora de pe piață, cauzată de tezaurizarea de către populație. Între 1923 și 1924, atât moneda de 50 bani, cât și cea de 25 bani erau deja considerate dispărute din circulație. Printre cauzele menționate se numărau lipsa de utilitate practică, refuzul acceptării de către comercianți sau de către public — uneori din lipsă de încredere, alteori din convingerea eronată că ar fi fost retrase din circulație, la fel ca alte monede subdivizionare mai vechi, emise înainte de Primul Război Mondial. De asemenea, o parte a populației le păstra pentru a fi folosite drept jetoane în jocuri de noroc sau ca mărci pentru consumații în localuri publice.
În 1926, o altă cauză a dispariției din circulație a monedelor de 25 și 50 bani din aluminiu a fost valorificarea materialului prin topire: anumite persoane le retrăgeau pentru a fabrica penițe, profitând de diferența dintre valoarea nominală a monedelor și prețul produselor obținute. De exemplu, dintr-o monedă de 50 bani se puteau obține patru penițe, fiecare vândută cu un leu. Aceste practici au determinat intervenția autorităților, care au fost nevoite să ia măsuri pentru a stopa fenomenul.
Retragerea de jure din circulație a acestor monede nu este documentată. La 12 octombrie 1941, monedele de 25 și 50 bani erau încă menționate printre însemnele monetare aflate legal în circulație; totuși, în contextul inflației și al apariției monedelor cu valori nominale mult mai ridicate, este foarte probabil că erau dispărute din circulația efectivă de mult timp.

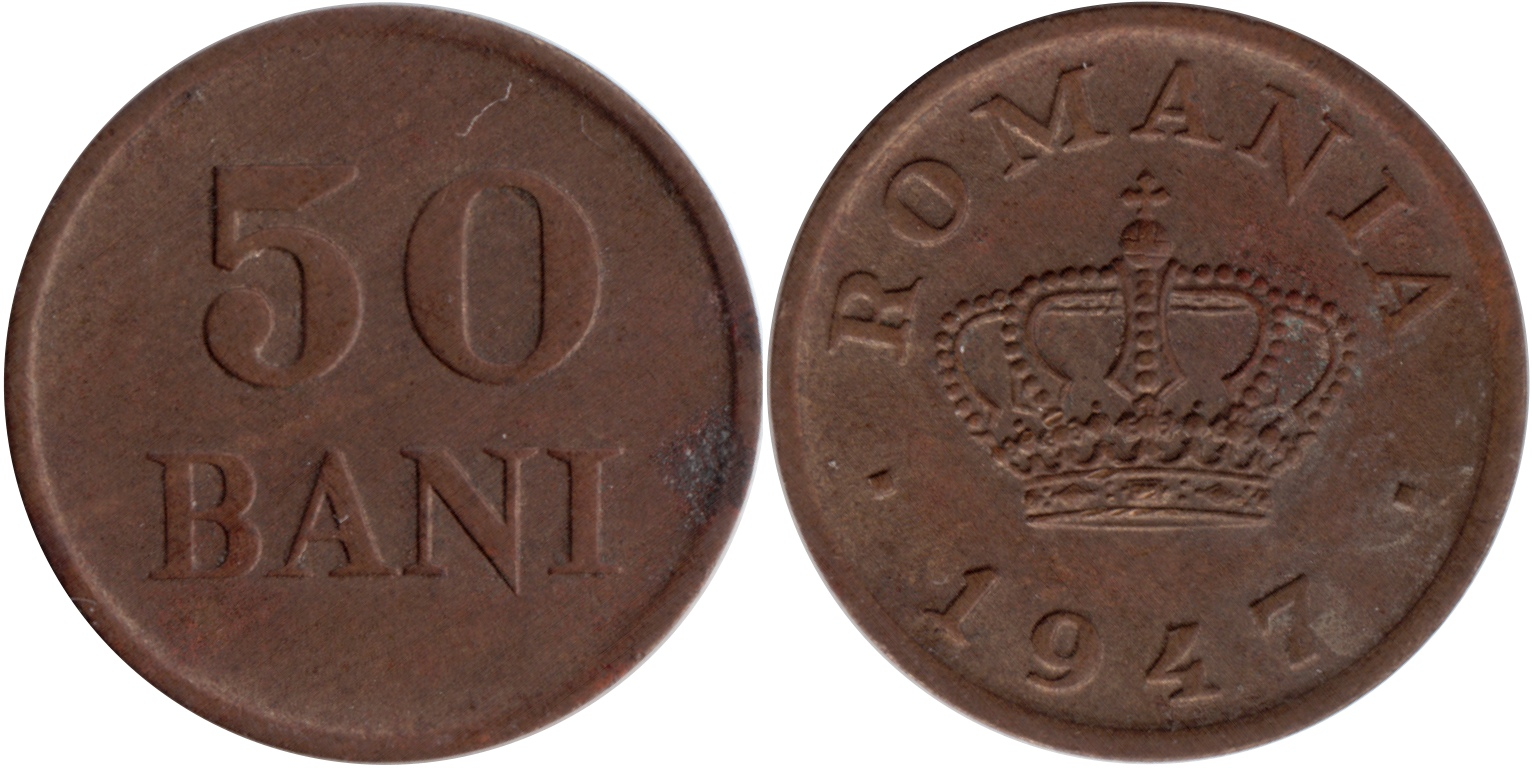
Monedă de 50 de bani din 1947

#### 50 bani 1947
Ultima monedă de cincizeci de bani emisă în timpul Regatului României a fost introdusă după reformă monetară din 15 august 1947, când 20.000 de lei vechi au devenit un leu nou, moneda de cincizeci de bani înlocuind, practic, vechea monedă de 10.000 de lei, introdusă în același an. Moneda măsura 16 mm în diametru, cântărea 1,7 g și era realizată din 80% cupru, 19% zinc și 1% nichel. Aversul prezenta Coroana României în centru, cu numele țării în partea superioară și data emiterii în partea inferioară. Reversul prezenta valoarea nominală. Moneda a fost bătută la monetăriile din București și Budapesta, Ungaria, într-un tiraj de 13,4 milioane de bucăți.
Conform presei din acea vreme, monedele de 50 bani, la fel ca cele de 1 leu din 1947, au fost fabricate din alamă recuperată din tuburile cartușelor de artilerie și infanterie utilizate în timpul celui de-Al Doilea Război Mondial. Deșeurile de muniții erau colectate de echipe speciale și transportate la centre de delaborare, cel mai important fiind cel de la Bragadiru, unde erau eliminate proiectilele neexplodate. Ulterior, materialul era trimis spre prelucrare la uzinele Laromet, în cazul monedelor de 50 bani, și Metrom, din Brașov, pentru cele de 1 leu. Procesul de fabricație începea cu curățarea alamei de impurități și turnarea acesteia în blocuri. Ulterior, materialul era laminat la cald și la rece până la grosimea monedelor. Din fâșiile rezultate, rondelele erau ștanțate mecanic, apoi sortate și trimise către Monetăria Națională pentru batere.

### Republica Populară Romînă

#### 50 bani 1955-1956

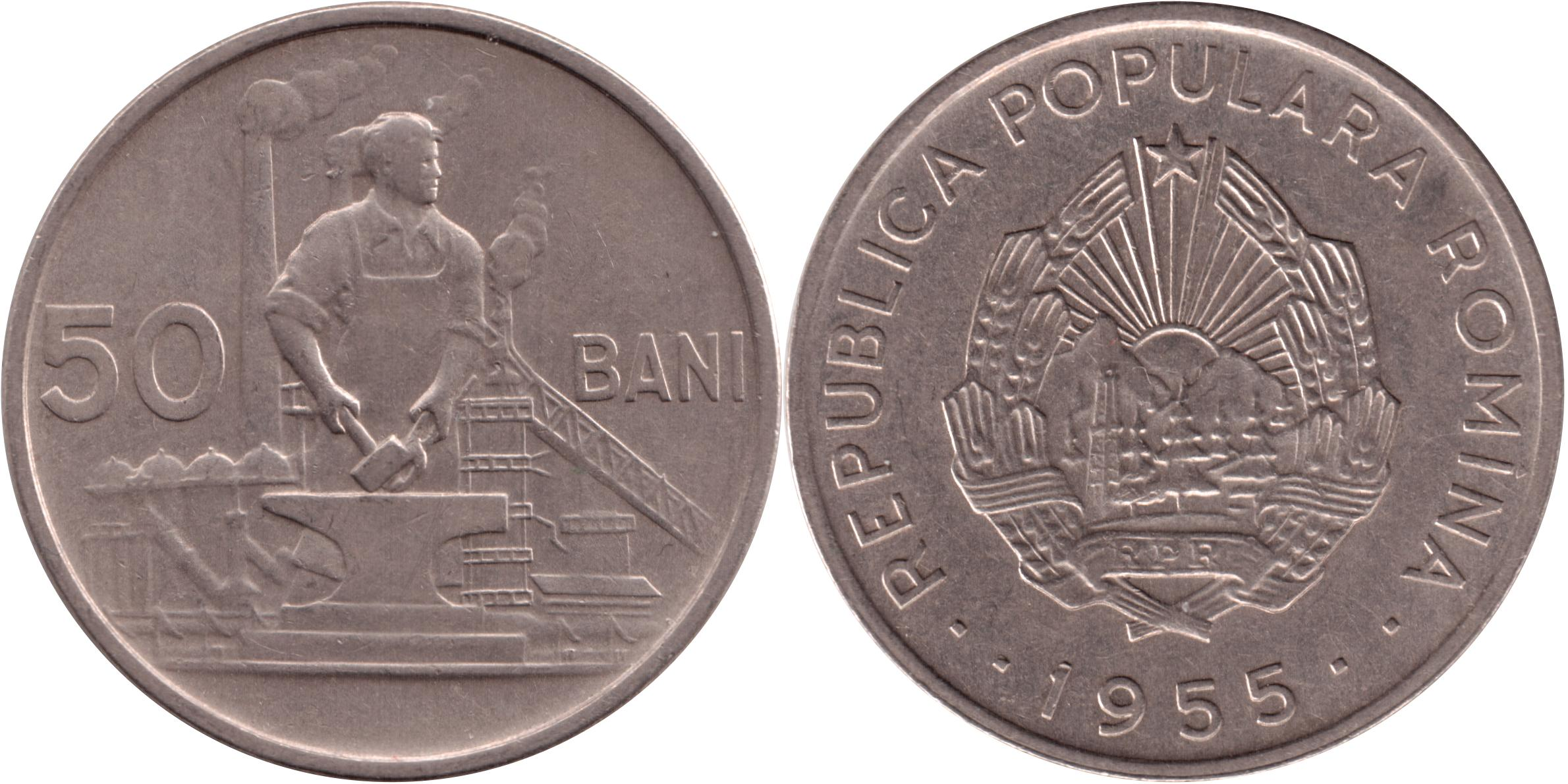
Monedă de 50 de bani din 1955

În timpul regimului comunist s-au emis monede de cincizeci de bani doar între 1955–56, în timpul Republicii Populare Romîne. Acestea au fost puse în circulație la 25 aprilie 1955. Moneda avea 25 mm în diametru, greutate de 4,55 g și era realizată din cupronichel. Aversul prezenta stema României și, în jurul acesteia, inscripția REPUBLICA POPULARA ROMÎNA. În ciuda accentului circumflex de pe „I” din „ROMINA”, conform noilor norme ortografice din 1953, inscripția era inexactă, deoarece literei „A” din „POPULARA” și „ROMINA” îi lipsea semnul diacritic breve. Reversul prezenta un muncitor de sex masculin care realiza un clește pe o nicovală, pe un fundal de coșuri de fum, benzi transportoare și silozuri. Valorea nominală a fost împărțită de o parte și de alta a imaginii. Moneda a fost bătută la București, fiind emise 16,7 milioane de bucăți în 1955 și 11,4 milioane în 1956. A fost retrasă din circulație, de jure, la 31 decembrie 1996.

### România

#### 50 bani 2005-prezent

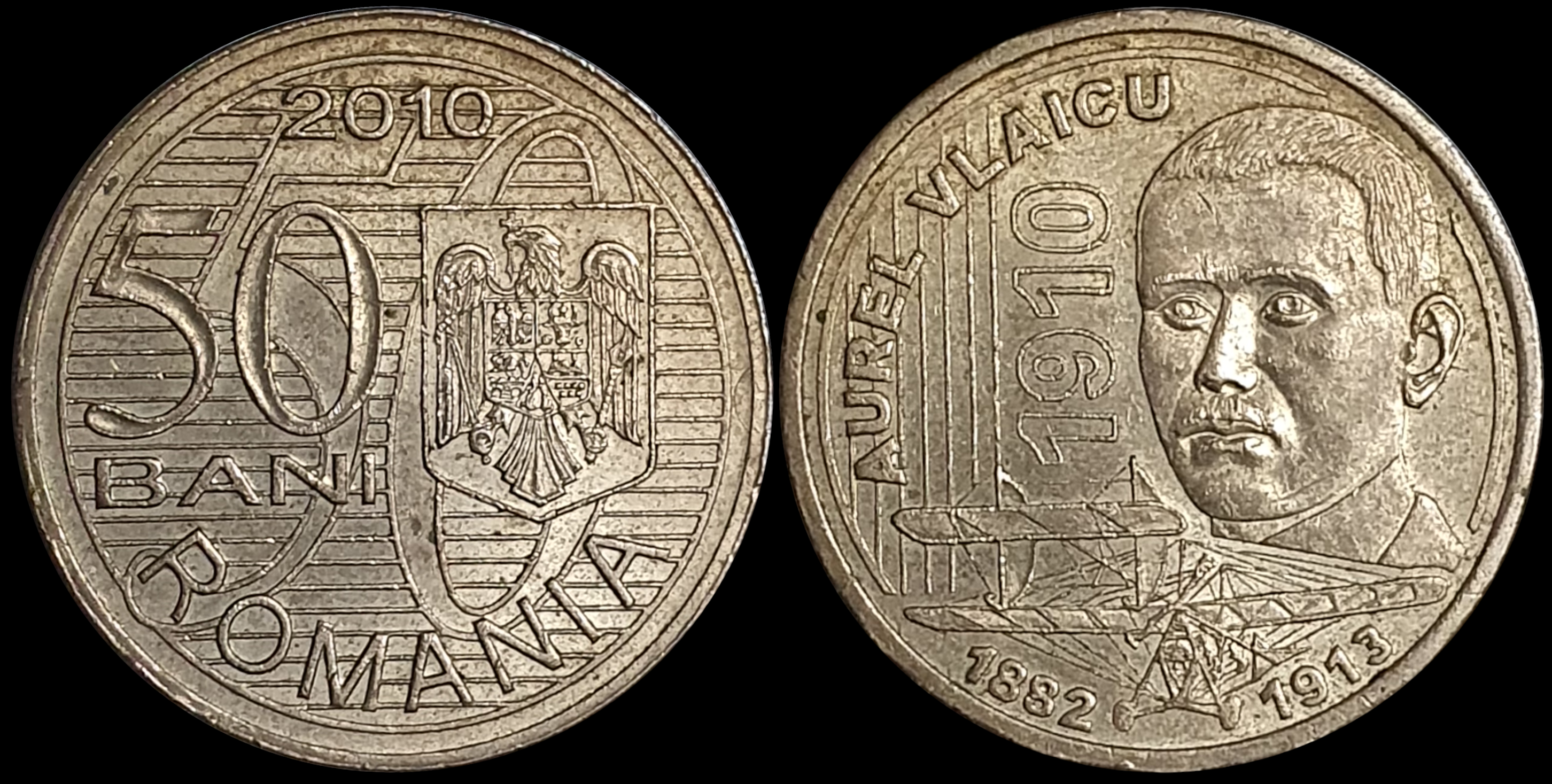
Monedă comemorativă de 50 de bani din 2010 cu Aurel Vlaicu

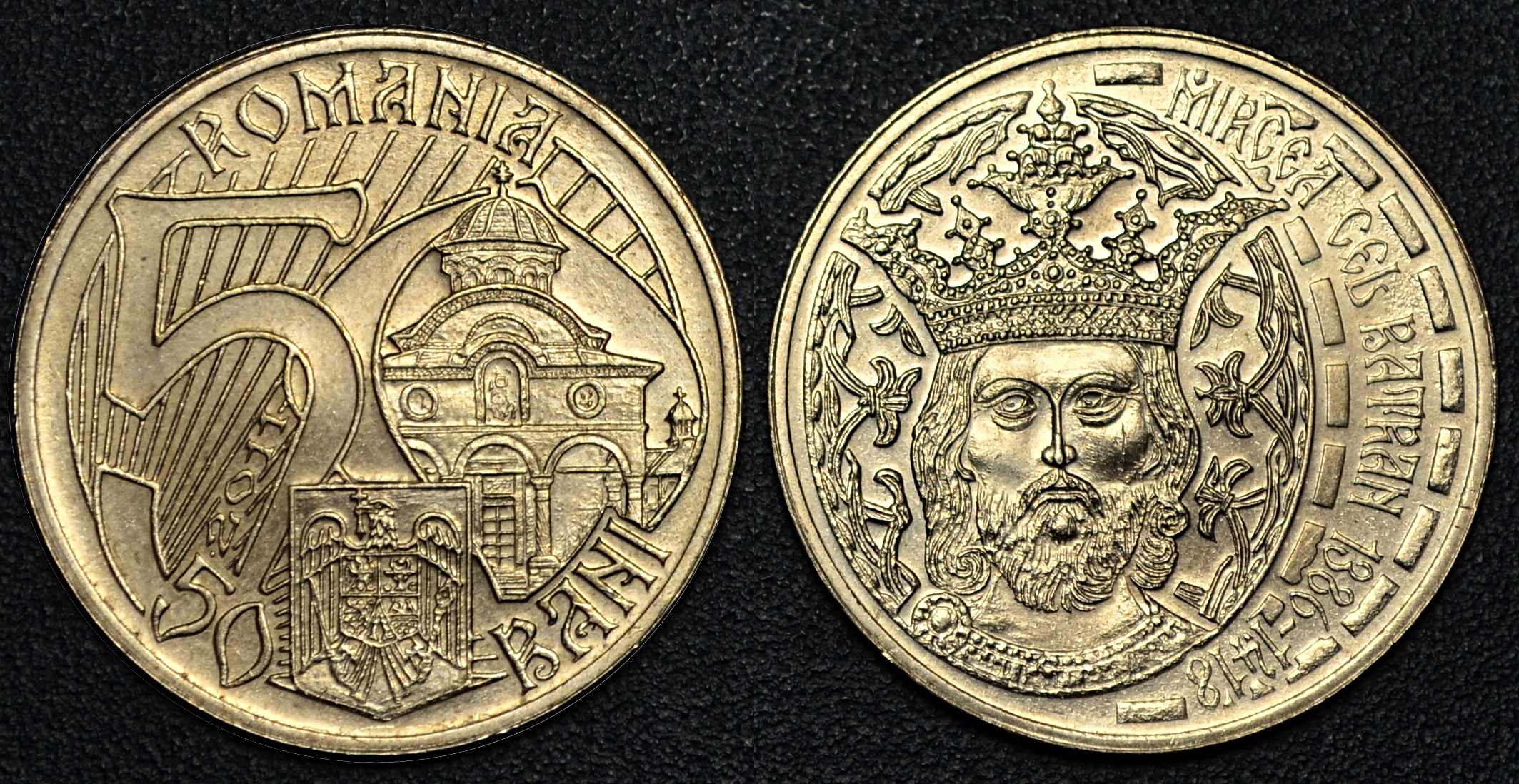
Monedă comemorativă de 50 de bani din 2011 cu Mircea cel Bătrân

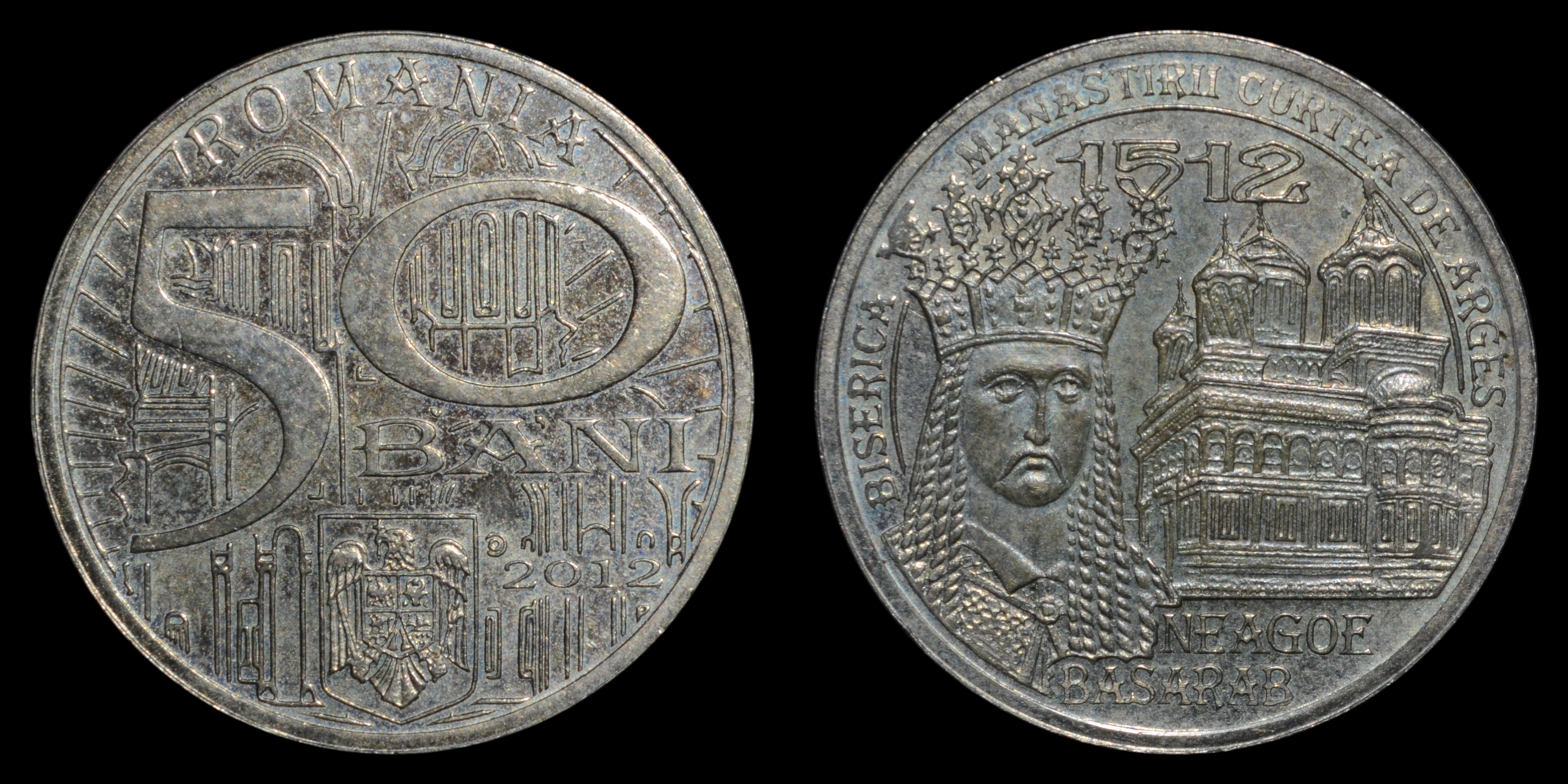
Monedă comemorativă de 50 de bani din 2012 cu Neagoe Basarab

La 1 iulie 2005, România și-a denominat moneda la cursul de 10.000 de lei vechi pentru 1 leu nou. Noua monedă de cincizeci de bani a înlocuit, practic, vechea monedă de 5.000 de lei, care fusese cea mai mare valoare nominală. Versiunile inițiale ale monedei din 2005 sunt cu 0,15 mm mai înguste în diametru, având 23,6 mm. Moneda a fost vândută magazinelor mari în role a câte cincizeci de monede. O monedă comemorativă cu reprezentarea pionierului român al aeronauticii, Aurel Vlaicu, a fost lansată pe 25 octombrie 2010 pentru a marca centenarul primului său zbor în 1910. Aversul prezenta portretul lui Vlaicu cu numele său în partea din stânga sus și data 1910 între cele două. Avionul său a fost plasat sub portret, iar sub acesta anii vieții sale, 1882-1913. Reversul prezintă, de sus în jos, următoarele elemente: valoarea nominală „50 BANI”, stema României și inscripția în arc de cerc „ROMANIA”; pe un fundal cu linii orizontale este reluată, la dimensiuni mai mari, valoarea nominală „50”. În 2010 au fost emise 1.000.000 de monede de circulație și 5.000, la calitate proof, pentru colecționare. Moneda a mai fost emisă, la calitate proof, în seturi de monetărie, și în 2011, 2012 și 2013, cu 1.000 de bucăți pentru fiecare an, 2014 cu 500 de bucăți și 2015 și 2016 cu 250 de bucăți pentru fiecare an.
O a doua monedă comemorativă de 50 de bani a fost lansată ca parte a unei serii despre arta creștină în epoca feudală la 12 septembrie 2011. Aversul îl prezenta pe Mircea cel Bătrân, iar portretul acestuia era bătut descentrat, amintind de monedele medievale realizate prin forjare. În dreapta acestuia se găseau inscripționate MIRCEA CEL BATRAN și anii domniei sale, 1386-1418. Reversul prezenta valoara nominală, „50”, cu Mănăstirea Cozia în interiorul cifrei „0” și anul emiterii ăn interiorul cifrei „5”. Numele țării, în font românesc arhaic, se găsea în partea superioară, iar stema țării în cea inferioară. De o parte și de alta a stemei se găsea împărțită valoarea nominală. Au fost emise cinci milioane de bucăți, precum și 500 de monede în calitate proof cu valoarea nominală de 200 lei, realizate din aur pur.